# Ioan Moga (istoric)
Ioan Moga (n. 1902, Săliște, comitatul Sibiu – d. 1950) a fost un istoric român, profesor la Universitatea din Cluj, specialist în istoria medie și modernă a Transilvaniei. A fost bursier al Școlii române din Roma între anii 1926-1928.

## Lucrări publicate
- Rivalitatea polono-austriacă și orientarea politică a Țărilor Române la sfârșitul secolului XVII
- Les roumains de Transylvanie au Moyen Âge
- Scrieri istorice. 1926-1946, Cluj, 1973.